# Frufällan och Tosseryd
Frufällan och Tosseryd – miejscowość (tätort) w Szwecji, w regionie administracyjnym (län) Västra Götaland, w gminie Borås.
Według danych Szwedzkiego Urzędu Statystycznego liczba ludności wyniosła: 1303 (31 grudnia 2018) i 1258 (31 grudnia 2019).